# بان صغير الأوراق
بان صغير الأوراق (الاسم العلمي: ) هو نوع نباتي يتبع جنس البان من الفصيلة البانية.  